# 西都市立三財小中学校
西都市立三財小中学校（さいとしりつ さんざいしょうちゅうがっこう）は、宮崎県西都市大字下三財にある公立の一体型小中一貫校。
2013年（平成25年）より一体型小中一貫教育を行っている。
しかし、中学校は2026年（令和8年）3月末をもって閉校し、西都市内中学校5校（妻・穂北・都於郡・三納・三財）の統合により、同年4月、妻地区に西都市立西都中学校が新設される予定である。

## 概要
歴史
小学校は1872年（明治5年）、中学校は1947年（昭和22年）創立。2013年（平成25年）より一体型小中一貫校となる。前述のように、西都市内の中学校5校の統合により、中学校は2026年（令和8年）3月末をもって閉校する予定である。
校章
- 小学校 - 1912年（明治45年）制定。
- 中学校 - 校名のイニシャルである「S」の文字を背景にして、中央に「中」の文字を配している。

校歌
- 小学校 - 1963年（昭和38年）制定。作詞は阿万祥吉、作曲は金堀伸夫による。
- 中学校 - 作詞は横山寛、作曲は蓑毛慶栄による。歌詞は3番まであり、各番の歌詞中に校名の「三財中学」が登場する。

通学区域
西都市のうち、「下加勢、久米田、八双田、戸敷、井尻、藤田、亀塚、川原田、前原、月中、並木、大島、岩崎、若宮、恵美須、古城、石野田、門田、諏訪、外原、観音寺、小森、上の宮、牧野、岩井谷、小野、仁田脇、囲、元地原、雷野、田野、長迫、百井、棧敷野、元山、水喰、福王寺、堂山、小豆野、谷川、中村、金倉、石尾、加勢上・中・下、寒川」。

## 沿革
小学校
- 1872年（明治5年）- 「岩崎小学校」が創立。
- 1873年（明治6年）- 大字藤田に「覚円寺教育所」（後に「藤田小学校」）が創立。
- 1874年（明治7年）- 加勢上に「加勢小学校」が創立。
- 1875年（明治8年）- 金倉に「金倉小学校」が創立。
- 1887年（明治20年）- 小学校令施行により、簡易科（3年制）を設置の上、簡易小学校に改称。
  - 「簡易岩崎小学校」・「簡易藤田小学校」・「簡易加勢小学校」・「簡易金倉小学校」
- 1889年（明治22年）5月1日 - 町村制施行により、児湯郡5村（藤田・下三財・上三財・加勢・寒川）が合併の上、「三財村」が発足。
- 1890年（明治23年）- 尋常科（4年制）を設置の上、尋常小学校に改称。
  - 「尋常岩崎小学校」・「尋常藤田小学校」・「尋常加勢小学校」・「尋常金倉小学校」
- 1892年（明治25年）4月 - 「岩崎尋常小学校」・「藤田尋常小学校」・「加勢尋常小学校」・「金倉尋常小学校」に改称。
- 1893年（明治26年）- 尋常小学校3校（岩崎・藤田・加勢）の統合により、並木に「下三財尋常小学校」が設置される。
- 1894年（明治27年）- 金倉尋常小学校が中村に移転・改築の上、「上三財尋常小学校」に改称。牧野分校を設置。
- 1897年（明治30年）- 尋常小学校（上三財・下三財）が統合の上、「三財尋常小学校」となる。外原に校舎を設置。
- 1900年（明治33年）- 木造校舎2棟が完成。
- 1901年（明治34年）- 三財三納両村組合立尾能高等小学校が創立。
- 1908年（明治41年）
  - 4月 - 改正小学校令により、尋常科（義務教育年限）が4年制から6年制に改められる。これにより、尋常科5・6年を新設。
  - 6月 - 三財三納両村組合立尾能高等小学校が廃止される。
  - 7月 - 高等科（2年制）を併置の上、「三財尋常高等小学校」に改称。
- 1910年（明治43年）- 木造校舎4棟を増築。
- 1912年（明治45年）- 校旗・校章を制定。
- 1919年（大正8年）- 校舎1棟を増築。
- 1925年（大正14年）- 運動場を拡張。
- 1927年（昭和2年）4月 - 「第一三財尋常高等小学校」に改称。
- 1928年（昭和3年）- 講堂が完成。
- 1935年（昭和10年）
  - 4月 - 「三財尋常高等小学校」に改称。
  - この年 - 青年学校令施行により、三財青年学校を併置。
- 1936年（昭和11年）- 校舎1棟を増築。
- 1941年（昭和16年）4月1日 - 国民学校令施行により、「三財村三財国民学校」に改称。尋常科を初等科に改める。
- 1947年（昭和22年）- 学制改革が行われる（六・三制の実施）。
  - 4月1日 - 国民学校初等科は、新制小学校「三財村立三財小学校」に改組・改称。
  - 4月30日 - 国民学校高等科は、青年学校普通科とともに、新制中学校「三財村立三財中学校」に改組・改称。同年5月9日開校。小学校に併設される。
- 1953年（昭和28年）- 講堂を改築。
- 1955年（昭和30年）- 校舎1棟を増築。
- 1957年（昭和32年）- 運動場を拡張。
- 1958年（昭和33年）- 校舎（6教室）を改築。
- 1959年（昭和34年）- 校舎（6教室）を改築。
- 1960年（昭和35年）- 校舎（4教室）を改築。プールが完成。
- 1961年（昭和36年）- 校舎を大移築。運動場を拡張。鉄筋コンクリート造校舎（12教室）を増築。
- 1962年（昭和37年）4月1日 - 三財村が西都市に編入したため、「西都市立三財小学校」と改称。
- 1963年（昭和38年）- 校歌を制定。
- 1964年（昭和39年）- ミルク給食を開始。
- 1966年（昭和41年）- 完全給食（A型）を開始。，Ａ型　給食調理室新築
- 1969年（昭和44年）- 購買部を特設。
- 1971年（昭和46年）- 三財原畑地灌漑用水をプールに導入。創立100周年記念式典を挙行。
- 1977年（昭和52年）- 防音校舎（第一期工事）が完成。
- 1978年（昭和53年）
  - 4月1日 - 西都市立寒川小学校を統合。
  - この年 - 防音校舎（第二期工事）が完成。
- 1979年（昭和54年）- 講堂を撤去の上、体育館を新築。
- 1980年（昭和55年）- 北校舎の防音改造を実施。旧木造校舎2棟を撤去。
- 1981年（昭和56年）- 北校舎の防音改造を実施。新プールが完成。
- 1983年（昭和58年）- 交通公園が完成。
- 1986年（昭和61年）- 運動場を改修。
- 1989年（平成元年）- 多目的コートを設置。
- 1991年（平成3年）- ふれあい広場を設置。
- 2008年（平成20年）- 校舎内スロープが完成。
- 2009年（平成21年）- 三財中学校との一貫教育を開始（5・6年生が中学校へ乗り入れ授業）

中学校
- 1947年（昭和22年）- 学制改革が行われる（六・三制の実施）。
  - 4月30日 - 三財国民学校高等科が、青年学校普通科とともに、新制中学校「三財村立三財中学校」に改組・改称。寒川分校を設置。
  - 5月9日 - 開校式ならびに入学式を挙行。初代校長に篠原虎夫が就任。小学校校舎を借用の上、二部授業を実施。
  - 9月1日 - 新校舎（旧・新田原陸軍病院兵舎）に移転を完了。
  - 9月26日 - PTAが発足。
- 1948年（昭和23年）11月 - 運動場を整地。
- 1949年（昭和24年）3月 - 本館・南校舎が完成。
- 1952年（昭和27年）3月 - 特別教室1棟を新設。
- 1953年（昭和28年）5月 - 校舎1棟を新設。
- 1955年（昭和30年）6月 - 産業教室が完成。
- 1956年（昭和31年）1月 - 農産加工室が完成。
- 1959年（昭和34年）
  - 1月 - 自転車置き場3棟が完成。
  - 8月 - 運動場を整備。
- 1960年（昭和35年）10月 - 校旗を制定。
- 1961年（昭和36年）9月 - 校舎2棟（産業・特別教室）を移転。プールが完成。
- 1962年（昭和37年）
  - 3月 - 防音鉄筋2階建て校舎2棟が完成。野球場を設置。
  - 4月1日 - 三財村が西都市に編入されたため、「西都市立三財中学校」に改称。
  - 10月 - 体育館が完成。
- 1963年（昭和38年）8月 - 運動場を整地し、スタンドが完成。
- 1964年（昭和39年）3月 - 校門を新設。
- 1966年（昭和41年）11月 - 技術室・理科室を改造。
- 1968年（昭和43年）4月 - 寒川分校が分離の上、「西都市立寒川中学校」として独立。
- 1977年（昭和52年）2月 - 特別教室（理・技・家・特）が完成。
- 1978年（昭和53年）
  - 3月 - 創立30周年を記念してサーキット施設が完成。
  - 4月1日 - 西都市立寒川中学校を統合。
- 1979年（昭和54年）8月 - 校舎防音改築工事が完了。
- 1980年（昭和55年）2月 - 自衛隊により運動場土盛りが行われる。
- 1988年（昭和63年）3月 - 新体育館が完成。
- 1992年（平成4年）3月 - パソコン教室を改修。
- 1993年（平成5年）3月 - 新プールが完成。
- 1997年（平成9年）11月8日 - 創立50周年記念式典を挙行。
- 2001年（平成13年）12月 - 学校前の道路が拡張される。

小中一貫校
- 2013年（平成25年）
  - 4月1日 - 「西都市立三財小中学校」（現校名）として、一体型小中一貫教育を開始。
  - 4月5日 - たんぽぽ教室が完成。
  - 5月17日 - 一貫校創立記念式典を挙行。
- 2014年（平成26年）4月 - ひまわり教室が完成。
- 2015年（平成27年）
  - 1月 - 北校舎の耐震工事が完了。
  - 4月 - 小学校体育館の耐震工事が完了。
- 2026年（令和8年）3月31日 - 西都市立西都中学校への統合により、中学校が閉校し、小学校単独となる（予定）[1]。

旧・寒川小中学校（さむかわ、さぶかわ）

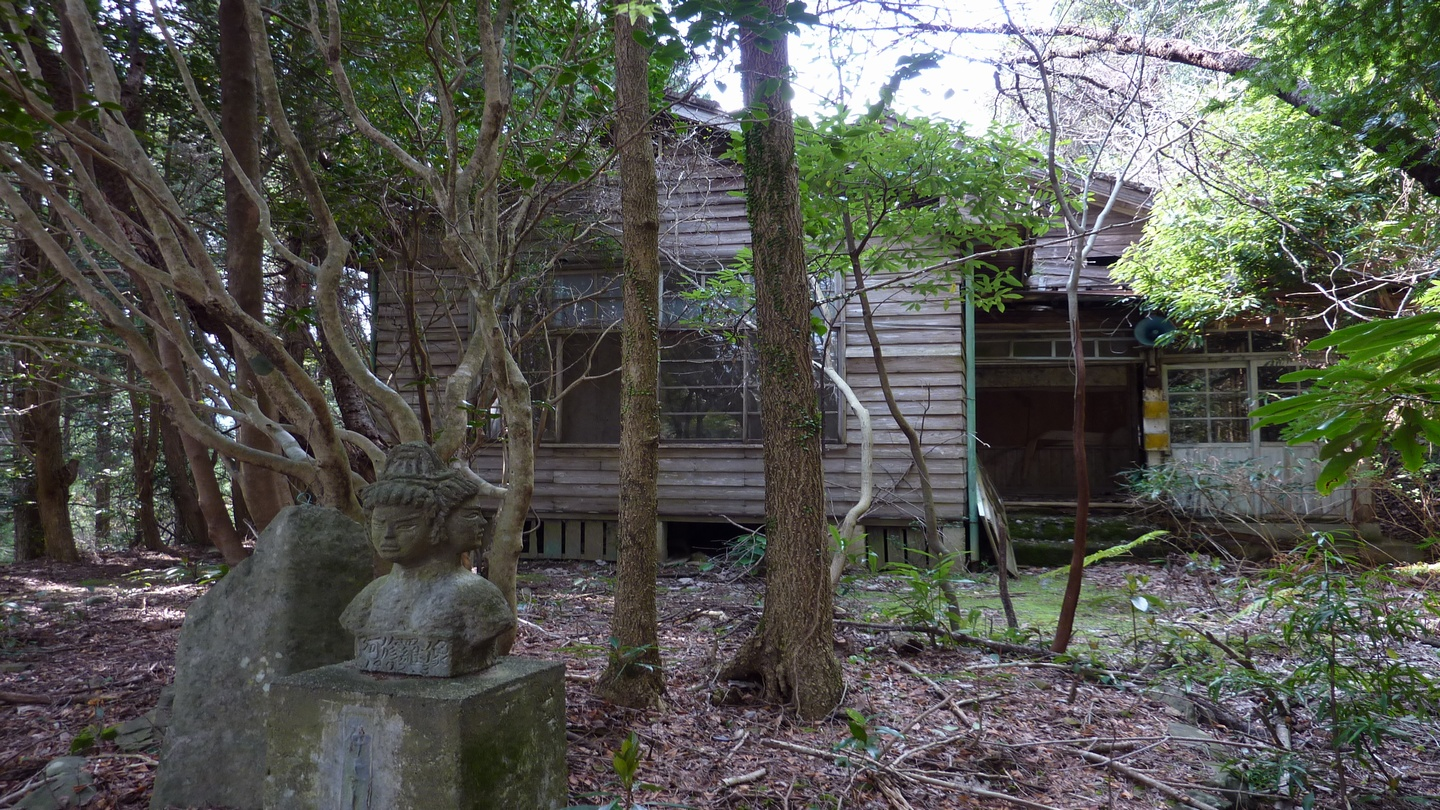
旧・寒川小中学校

- 1876年（明治9年）- 「米良小学校 寒川支校[3]」が創立。
- 1892年（明治25年）- 「寒川尋常小学校」として独立。
- 時期不詳 - 高等科を併置の上、「寒川尋常高等小学校」に改称。
- 1927年（昭和2年）- 「第二三財尋常高等小学校」に改称。
- 1935年（昭和10年）- 「寒川尋常高等小学校」に改称。
- 1941年（昭和16年）4月1日 - 国民学校令施行により、「三財村寒川国民学校」に改称。尋常科を初等科に改める。
- 1947年（昭和22年）
  - 4月1日 - 新制小学校「三財村立寒川小学校」に改組・改称。
  - 4月30日 - 「三財村立三財中学校 寒川分校」が併設される。
- 1962年（昭和37年）4月1日 - 三財村が西都市に編入されたため、「西都市立寒川小学校」・「西都市立三財中学校 寒川分校」に改称。
- 1968年（昭和43年）4月 - 中学校分校が「西都市立寒川中学校」として独立。
- 1978年（昭和53年）3月31日 - 小中ともに閉校。小学校は西都市立三財小学校に、中学校は西都市立三財中学校に統合された。

## 交通
最寄りのバス停留所
- 西都市コミュニティバス・デマンド型乗合タクシー「並木」停留所

## 周辺
- 西都市立三財保育所
- 西都西地区運動場・野球場

## 参考資料
- 「西都市史. 通史編 下巻」（2016年（平成28年）3月, 西都市）